# Simone Gutt
Simone Gutt (Uccle, 13 de julho de 1956) é uma matemática belga, especialista em geometria diferencial. É professora de matemática da Université Libre de Bruxelles.

## Formação e carreira
Simone Gutt nasceu em 13 de julho de 1956 em Uccle, proóximo a Bruxelas. Obteve um doutorado em 1980 na Université Libre de Bruxelles, com a tese Déformations formelles de l'algèbre des fonctions différentiables sur une variété symplectique, orientada conjuntamente por Michel Cahen e Moshé Flato.
Foi pesquisadora do National Fund for Scientific Research de 1981 a 1991, e tornou-se professora da Université Libre de Bruxelles em 1992.

## Reconhecimento
Recebeu o Prêmio François Deruyts em geometria de 1998 da The Royal Academies for Science and the Arts of Belgium. Foi eleita membro da Royal Academy of Science, Letters and Fine Arts of Belgium em 2004.